# 오다기리 조의 도쿄 타워
《오다기리 조의 도쿄 타워》(東京タワー 〜オカンとボクと、時々、オトン〜 도쿄 타워: 오칸토 보쿠토, 도키도키니 오톤[*], Tokyo Tower: Mom and Me, and Sometimes Dad)는 릴리 프랑키의 동명 소설을 원작으로 한 일본 영화이다. 2007년 4월 14일에 개봉됐으며, 오다기리 조가 주연을 맡았다. 제31회 일본 아카데미상 최우수 작품상을 수상했다.
게스트로 고이즈미 교코, 롯카쿠 세이지, 미야자키 아오이, 나카무라 도루, 에모토 아키라, 시오미 산세이 등이 출연해 화제가 되기도 했다.

## 줄거리
1960년대. 한밤중에 술에 취해 집에 돌아온 아빠가 3살인 나에게 닭꼬치를 먹인다. 엄마는 아빠에게 벗어나 나를 데리고 외할머니가 계신 탄광촌으로 내려가 동생 부부가 하는 식당 일을 도우며, 여자 혼자서 나를 키우기 시작한다.

## 출연진
- 나(마사야) - 오다기리 조
- 엄마 - 기키 기린
- 젊은 시절 엄마- 우치다 야야코
- 멋진 남자 - 데라지마 스스무
- 다마미 - 이토 아유미
- 부동산 직원 - 고이즈미 교코
- 장의사 - 시오미 산세이
- 도쿄의 병원 의사 - 다나카 데쓰시
- 사사즈카 보건소 의사 - 에모토 아키라
- 아이돌 DJ - 미야자키 아오이
- 편집장 - 롯카쿠 세이지
- 라디오 방송국 PD - 나카무라 도루
- 독촉하는 편집자의 목소리 - 이와마쓰 료
- 집배원 - 다구치 도모로
- 가게 아가씨 - 안도 다마에
- 미즈에 - 마쓰 다카코
- 아빠 - 고바야시 가오루

## 주제가
- 후쿠야마 마사하루 〈도쿄에도 있었구나〉

## 제작진
- 각본 - 마쓰오 스즈키
- 감독 - 마쓰오카 조지

## 수상
제20회 닛칸 스포츠 영화 대상
- 여우조연상 - 기키 기린

제17회 도쿄 스포츠 영화 대상
- 남우주연상 - 오다기리 조

제31회 일본 아카데미상
- 최우수 작품상
- 최우수 감독상 - 마쓰오카 조지
- 최우수 각본상 - 마쓰오 스즈키
- 최우수 여우주연상 - 기키 기린
- 최우수 남우조연상 - 고바야시 가오루
- 우수 남우주연상 - 오다기리 조
- 우수 여우조연상 - 마쓰 다카코
- 신인배우상 - 우치다 야야코

## 같이 보기
- 도쿄 타워 (2007년 드라마)